# Kenneth Greisen
Kenneth Ingvard Greisen (né le 24 janvier 1918 à Perth Amboy, New Jersey – mort le 17 mars 2007 à Ithaca (New York)) est un physicien américain ayant travaillé dans les domaines de la physique nucléaire ainsi que dans l'astrophysique des rayonnements cosmiques et gamma. « Il sera surtout reconnu pour avoir déterminé que le fond diffus cosmologique crée une limite énergétique supérieure pour les protons des rayons cosmiques,. »

## Biographie
En 1938, Greisen obtient un B.S. du Franklin & Marshall College (en). En 1942, il obtient un Ph.D. en physique de l'université Cornell sous la direction de Bruno Rossi. Sa thèse s'intitule Intensity of cosmic rays at low altitude and the origin of the soft component. 
Greisen travaille sur le projet Manhattan de 1943 à 1946 à Los Alamos. En 1945, il est membre de l'équipe de détonation de Trinity et est témoin de l'essai.
Après son travail à Los Alamos, il retourne à l'université Cornell en 1946 comme assistant professeur de physique.
En 1974, il est élu membre de l'Académie nationale des sciences.

## Publications
- Kenneth Greisen et Bruno Rossi : (en) « Cosmic-ray theory », Reviews of Modern Physics, vol. 13, no 4,‎ 1941, p. 240–309 (DOI 10.1103/RevModPhys.13.240, Bibcode 1941RvMP...13..240R)
- (en) « End of the cosmic-ray spectrum? », Physical Review Letters, vol. 17, no 17,‎ 1966, p. 748–750 (DOI 10.1103/PhysRevLett.16.748, Bibcode 1966PhRvL..16..748G) (GZK-Cutoff)